# Christina Björk (företagsledare)
Christina Björk, född 1943, är en svensk scenograf och företagsledare inom kultursektorn. Hon var verkställande direktör (VD) för Sveriges Utbildningsradio AB (UR) från 1 januari 2000 till 30 december 2009. Hon efterträdde Rolf Svensson på VD-posten och efterträddes av Erik Fichtelius. Sedan 2010 är hon styrelseordförande i Unga Klara AB samt i Dansens hus.
Björk är utbildad textilformgivare vid Konstfack och arbetade därefter som scenograf vid Sveriges Television där hon också producerade TV-program främst inom kultur och samhälle. Hon har också producerat radioprogram och skrivit för dagstidningar och veckopress.
Som scenograf var hon med när Unga Klara startade och arbetade senare på olika teatrar i Sverige och Danmark. Från mitten av 1980-talet anställdes hon som projektledare av Riksteatern, Rikskonserter och Riksutställningar för ett mångårigt Kultur i skolan-projekt i ett stort antal av Sveriges kommuner. I början av 1990-talet var hon chef för utställningsproduktionen på Riksutställningar, och var chef för Kulturhuset i Stockholm 1994–1999. Vid tillsättningen i december 1994, då Tjia Torpe var kulturborgarråd, karaktäriserade de borgerliga partierna i Stockholms stad detta som en politisk tillsättning, eftersom Björk är socialdemokrat.
Christina Björk var från mitten av 1980-talet till 2000 ansvarig för kulturbistånd till Sydafrika. Under 1970- och 1980-talen var hon engagerad i Eritreas kamp för självständighet och producerade en film om Eritrea för Vikingfilm, Landet vid havet, en film som visades i TV och i flera olika länder.